# 宦者增五
HD 156681，又名BD+11 3156，SAO 102725、HR 6433，是一颗蛇夫座的恒星，视星等为5.03，位于銀經32.38，銀緯25.49，其B1900.0坐标为赤經17h 13m 54.8s，赤緯+10° 25.49′ 22″。